# 투셰크 TS 600
투셰크 TS 600(슬로베니아어: Tushek TS 600)은 투셰크에서 2014년부터 2016년까지 생산했던 스포츠카이다.